# Passiflora rhamnifolia
Passiflora rhamnifolia Mast. – gatunek rośliny z rodziny męczennicowatych (Passifloraceae Juss. ex Kunth in Humb.). Występuje endemicznie w Brazylii w stanach Bahia, Espírito Santo, Minas Gerais, Rio de Janeiro oraz São Paulo. 

## Morfologia
PokrójPnący krzew o trwałych, owłosionych pędach.
LiścieOwalne, zaokrąglone u podstawy, skórzaste. Mają 5–11 cm długości oraz 4–7 cm szerokości. Całobrzegie, z prawie ostrym wierzchołkiem. Ogonek liściowy jest owłosiony i ma długość 10–25 mm. Przylistki są nietrwałe.
KwiatyPojedyncze lub zebrane w pary. Działki kielicha są podłużnie lancetowate, białe, mają 1,5–2 cm długości. Płatki są podłużnie lancetowate, białe, mają 1,5–2 cm długości. Przykoronek ułożony jest w 2–3 rzędach, zielony, ma 3–15 mm długości.
OwoceSą prawie jajowatego kształtu. Mają 3–4 cm długości i 2–3 cm średnicy.